# Mark Felt
Mark Felt byl hlavní poskytovatel informací v době aféry Watergate, tehdy vykonával funkci náměstka ředitele FBI a bez přehánění je možno jej označit za nejúspěšnějšího whistleblowera všech dob, neboť si udržel svoji pozici v zaměstnání a přístup k informacím, aniž by jeho identita byla po celou dobu odhalena. V průběhu celé aféry spolupracoval se dvěma novináři z deníku Washington Post, Carlem Bernsteinem a Bobem Woodwardem, spolu s kterými byly odhaleny právě špionážní aktivity a ilegální finanční machinace, točící se kolem aféry Watergate.
Mark Felt svoji identitu odhalil sám více než 30 let po skandálu.